# Celle di Macra
Celle di Macra là một đô thị tại tỉnh Cuneo trong vùng Piedmont của Italia, vị trí cách khoảng 80 km về phía tây nam của Torino và khoảng 30 km về phía tây bắc của Cuneo. Tại thời điểm ngày 31 tháng 12 năm 2004, đô thị này có dân số 114 người và diện tích là 30.9 km².
Celle di Macra giáp các đô thị: Castelmagno, Macra, Marmora và San Damiano Macra.